# Contopus virens
Contopus virens е вид птица от семейство Tyrannidae.

## Разпространение
Видът е разпространен в Аржентина, Аруба, Бахамските острови, Белиз, Бермудските острови, Боливия, Бразилия, Канада, Кайманови острови, Колумбия, Коста Рика, Куба, Еквадор, Салвадор, Френска Гвиана, Гватемала, Хондурас, Мексико, Никарагуа, Панама, Перу, Сен Пиер и Микелон, Търкс и Кайкос, САЩ и Венецуела.